# ألكسندر لودفيج
ألكسندر لودفيج (بالإنجليزية: Alexander Ludwig) مواليد 7 مايو 1992 في فانكوفر، كولومبيا البريطانية، هو ممثل كندي بدأ مسيرته الفنية عام 2001.

## الأعمال

### أفلام
- مباريات الجوع
- البالغون 2
- الفتيات الأخيرات

### مسلسلات
- فايكنغز

## وصلات خارجية
- ألكسندر لودفيج على موقع IMDb (الإنجليزية)
- ألكسندر لودفيج على موقع روتن توميتوز (الإنجليزية)
- ألكسندر لودفيج على موقع ألو سيني (الفرنسية)
- ألكسندر لودفيج على موقع ميوزك برينز (الإنجليزية)
- ألكسندر لودفيج على موقع أول موفي (الإنجليزية)
- ألكسندر لودفيج على موقع قاعدة بيانات الأفلام السويدية (السويدية)
- ألكسندر لودفيج على موقع إن إن دي بي (الإنجليزية)
- ألكسندر لودفيج على موقع قاعدة بيانات الفيلم (الإنجليزية)
- ألكسندر لودفيج على موقع كينوبويسك (الروسية)

- الموقع الإلكتروني